# Pedro Romero (Torero)

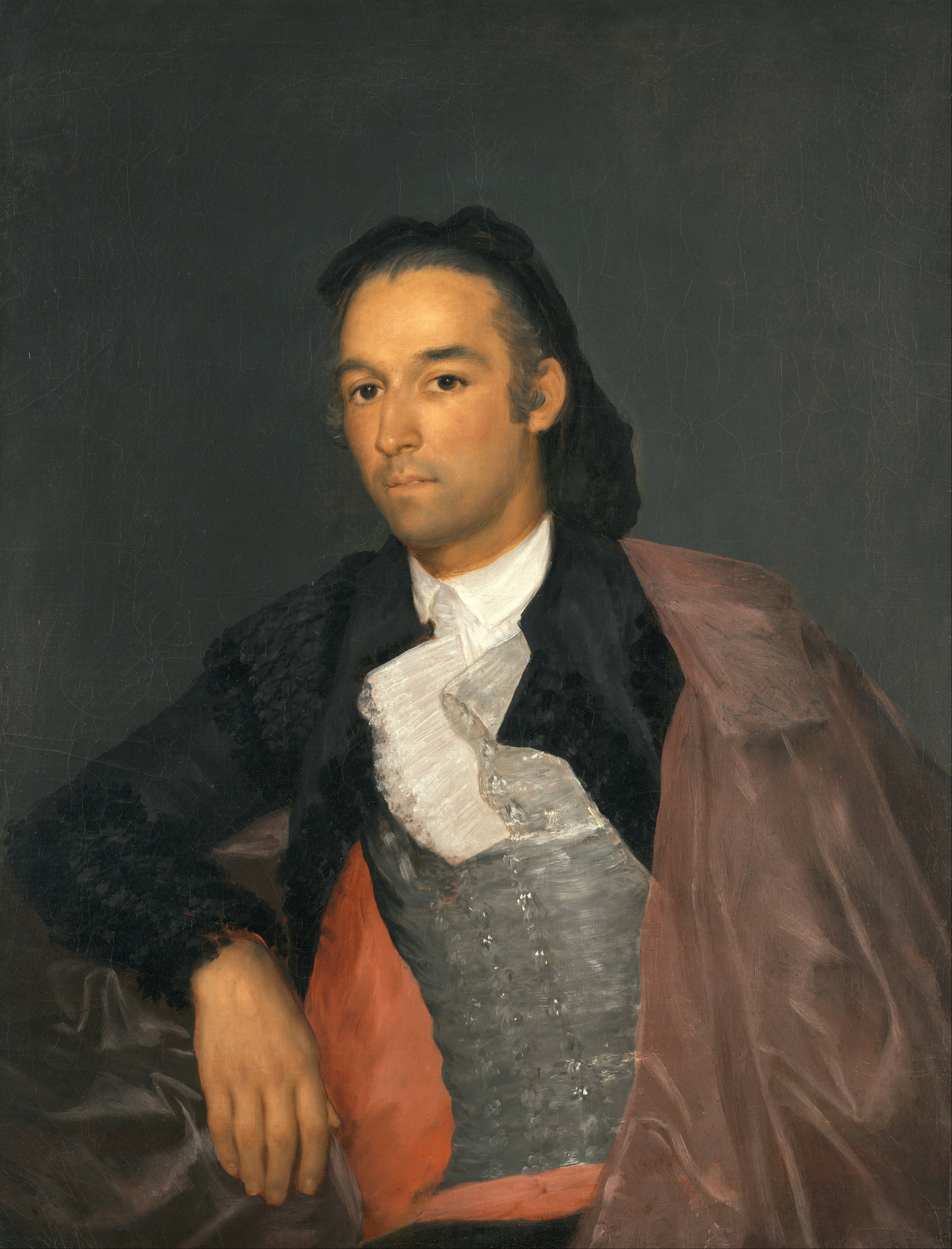
Pedro Romero (gemalt von Francisco de Goya, 1798)

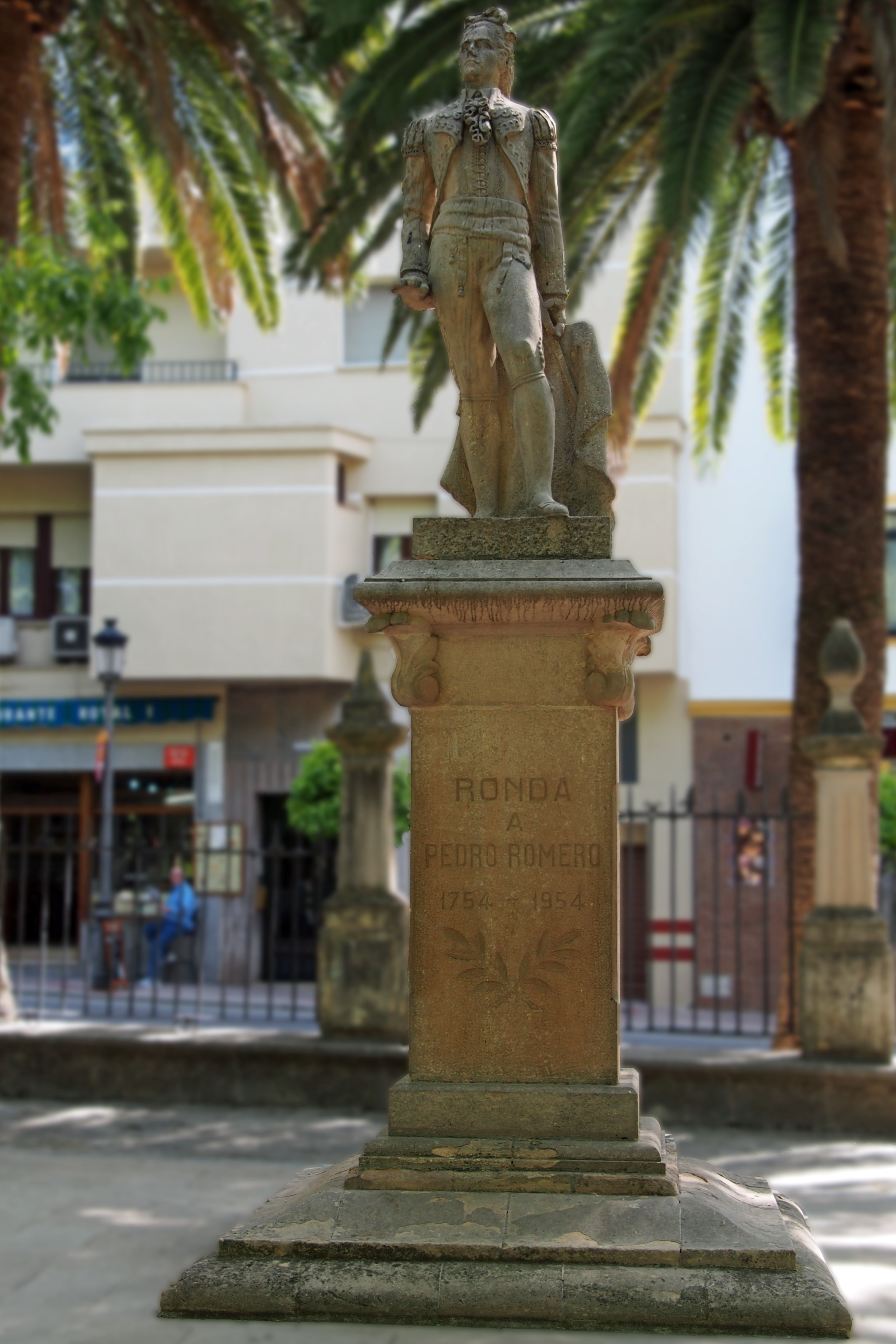
Denkmal im Stadtpark von Ronda

Pedro Romero Martínez (* 19. November 1754 in Ronda, Provinz Málaga; † 10. Februar 1839 in Spanien) war ein spanischer Torero.

## Leben
Pedro Romero Martínez stammte aus einer Torero-Dynastie. Sein Großvater Francisco Romero, sein Vater Juan Romero und seine beiden Brüder José und Antonio waren Toreros. Die Familie Romeros war maßgeblich an den Formulierungen neuer Regeln der Corrida beteiligt. Ab 1771 nahm Pedro Romero regelmäßig im Beisein seines Vaters an Stierkämpfen in Algeciras und Sevilla teil. Neben Costillares und Pepe-Hillo zählte er bald zu den besten Stierkämpfern seiner Zeit. 1776 tötete er bereits 285 im Jahr. Bis zu seinem Rückzug 1799 soll er 5558 während seiner Stierkämpfe getötet haben.
Anschließend leitete er eine Stierkampfschule in Sevilla. Ein letztes Mal stieg er 1831 im Alter von 77 Jahren zu Ehren der spanischen Königin Isabella II. in den Ring der Stierarena von Madrid.

## Romanfigur
Ernest Hemingway verwendet in seinem Roman Fiesta (1926) den Namen Pedro Romero für einen zeitgenössischen, 19-jährigen Matador. Auch dieser ist in Ronda geboren.

## Denkmal
Im Stadtpark von Ronda, „Alameda del Tajo“, wurde zum zweihundertsten Geburtstag von Pedro Romero ein Denkmal aufgestellt. Die Inschrift lautet (übersetzt): „Für den Stierkampf muss man ein Mann sein, denn die Furcht schlägt mehr Wunden als der Stier.“